# Drepanacra
Drepanacra is een geslacht van insecten uit de familie van de bruine gaasvliegen (Hemerobiidae), die tot de orde netvleugeligen (Neuroptera) behoort.

## Soorten
Deze lijst van 4 stuks is mogelijk niet compleet.
- D. binocula (Newman, 1838)
- D. khasiana (Kimmins, 1940)
- D. plaga Banks, 1939
- D. yunnanica C.-k. Yang, 1986